# Sabina Park
Sabina Park is een cricketstadion in Kingston, Jamaica. In dit stadion werden diverse wedstrijden van het Wereldkampioenschap cricket 2007 gespeeld. Vergeleken met andere cricketstadions waar Test cricket wordt gespeeld is dit stadion klein. In het stadion kunnen 21.000 toeschouwers.